# المعهد الوطني للسينما والفنون السمعية البصرية
المعهد الوطني للسينما والفنون السمعية البصرية (بالإسبانية: Instituto Nacional de Cine y Artes Audiovisuales) والمعروف اختصار بإنكا (INCAA)، هو مؤسسة عمومية تابعة لوزارة الثقافة لدولة الأرجنتين، والمسؤول عن تعزيز وتنظيم النشاط السينمائي في جميع أنحاء البلاد وفي الخارج، وفقًا لأحكام قانون السينما والقوانين الأخرى. من بين أبرز أعمال المعهد دعم صناعة الأفلام من خلال تقديم الإعانات، وتنظيم مسابقات المشاريع في الأفلام القصيرة والوثائقية والأوبرا وتطوير السيناريو.
بسبب الموقف المحايد للأرجنتين من الحرب العالمية الثانية عملت الولايات المتحدة على نهج سياسة العقوبات عليها في سنة 1942، وفرض قيود على مبادلاتها التجارية معها، ومن المواد التي تم حظر تصديرها إلى الأرجنتين كانت المواد التي تدخل في صناعة السينما كأشرطة الفيلم الخامة. أمام هذا النقص الحاد في المواد الخامة والأساسية كانت صناعة السينما الوطنية في الأرجنتين في وضع أزمة خطيرة، فارتفعت أصوات نحو عام 1944 مطالبة بقانون يحمي السينما الوطنية ويشجعها، فتكونت فكرة إنشاء معهد وطني متخصص في السينما.
في عام 1947 تم سن القانون 12299 لتشجيع التصوير السينمائي، والذي نص على زيادة التمويل من القروض القليلة الفائدة للاستوديوهات والمنتجين. من ناحية أخرى تمت المصادقة على قانون يجعل كل دور السينما ملزمة بأن تعرض فيلمًا أرجنتينيًا واحدًا على الأقل شهريًا. كان الهدف من هذه السياسات الرسمية هي حماية صناعة السينما الوطنية.
بالإضافة إلى هذه المجهودات المبذولة من طرف الدولة كانت هناك مؤسستان مسؤولتان عن منح الجوائز السنوية للأفلام التي تم إنتاجها في العام السابق، هما: إحداهما هي جمعية المؤرخين السينمائيين (ACC)، والأخرى الأكاديمية الأرجنتينية للفنون والعلوم السينمائية (AAyC). نتيجة لهذه المواكبة شهدت الأرجنتين طفرة نوعية في عدد الأعمال السينمائية المنتجة، وبلغت 58 فيلمًا سنة 1950، وفي ظل هذا الزخم تم إنشاء معاهد أفلام إقليمية، لكن هذه البادرة لم تتطور لتشكل كيانا فيديراليا أو معهدا وطنيا.
مع قيام ثورة التحرير في عام 1955 تم قطع الاعتمادات المالية المخصثة لدعم الإنتاج السينمائي، وواجهت السينما أزمة جديدة لدرجة توقف الإنتاج تمامًا، ومع إلغاء الدعم ونظام الترويج للإنتاج السينمائي المحلي تدهور الوصع سريعا لدرجة أنه لم يتم إنتاج ولا فيلم واحد بنهاية سنة 1956، وفي السنة الموالية اقتصر العدد على عرض 15 فيلما في دور السينما الأرجنتينية في مقابل عرض 697 فيلما أجنبيًا. كما تدخلت الدولة تاليا وفككت كل معاهد الأفلام الإقليمية.
في ظل هذا الوضع المتردي وارتفاع الأصوات المطالبة بإنفاذ السينما في الأرجنتين قامت الثورة الأرجنتينية في عام 1968 بإنشاء المعهد الوطني للتصوير السينمائي (INC)، والذي على عكس التجارب السابقة سيكون معهد وطنيًا يعمل تحت الوصاية المباشرة للحكومة الوطنية، وتم تعديله لاحقًا بموجب القانون 17،741. ليصير مديرية وطنية للتصوير السينمائي تابعا لوزارة السياحة. وفي الأخير استقل بهويته الإدارية وأصبح معهدا وطنيا للسينما والفنون السمعية البصرية (INCAA).
في عام 2015 كان المعهد يضم 55 مسرحًا في جميع أنحاء البلاد يوفر أكثر من 18000 مقعدا، و90 مهرجانًا ودور سينما متنقلة ومسابقات وطنية، وميزانية مستقلة يقررها الكونغرس الأرجنتيني وتحصص لدعم الإنتاج السينمائي والسمعي البصري في البلاد.